# Поліфора

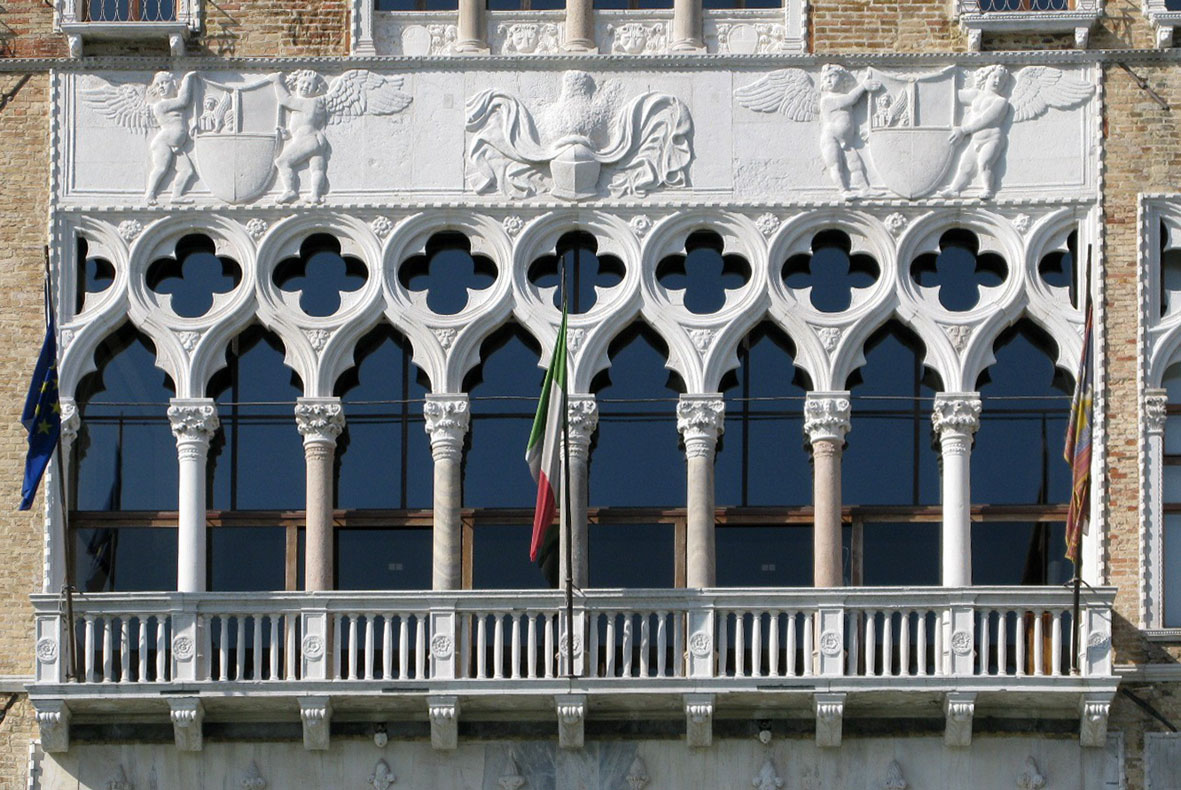
Поліфора, Ка' Фоскарі, Італія

Поліфора (з італ. polifora) — тип вікна; мультивікно, розділене колонами чи пілястрами в кількість отворів більшу, ніж чотири, на кожну з яких спираються арки. Простір між арками часто перфорований.
Поліфори притаманні готичній архітектурі, часто зустрічаються в катедральних соборах північної Європи, особливо в Бельгії, Фландрії та Нідерландах (французька готика) та у венеційських палацах (зазвичай згідно з головною залою).
Розрізняють також пентафору (5 отворів), езафору (6 отворів). Рідко трапляються вікна з більшою кількістю отворів (пр. оттафори Ка' Фоскарі, Венеція).

## Галерея

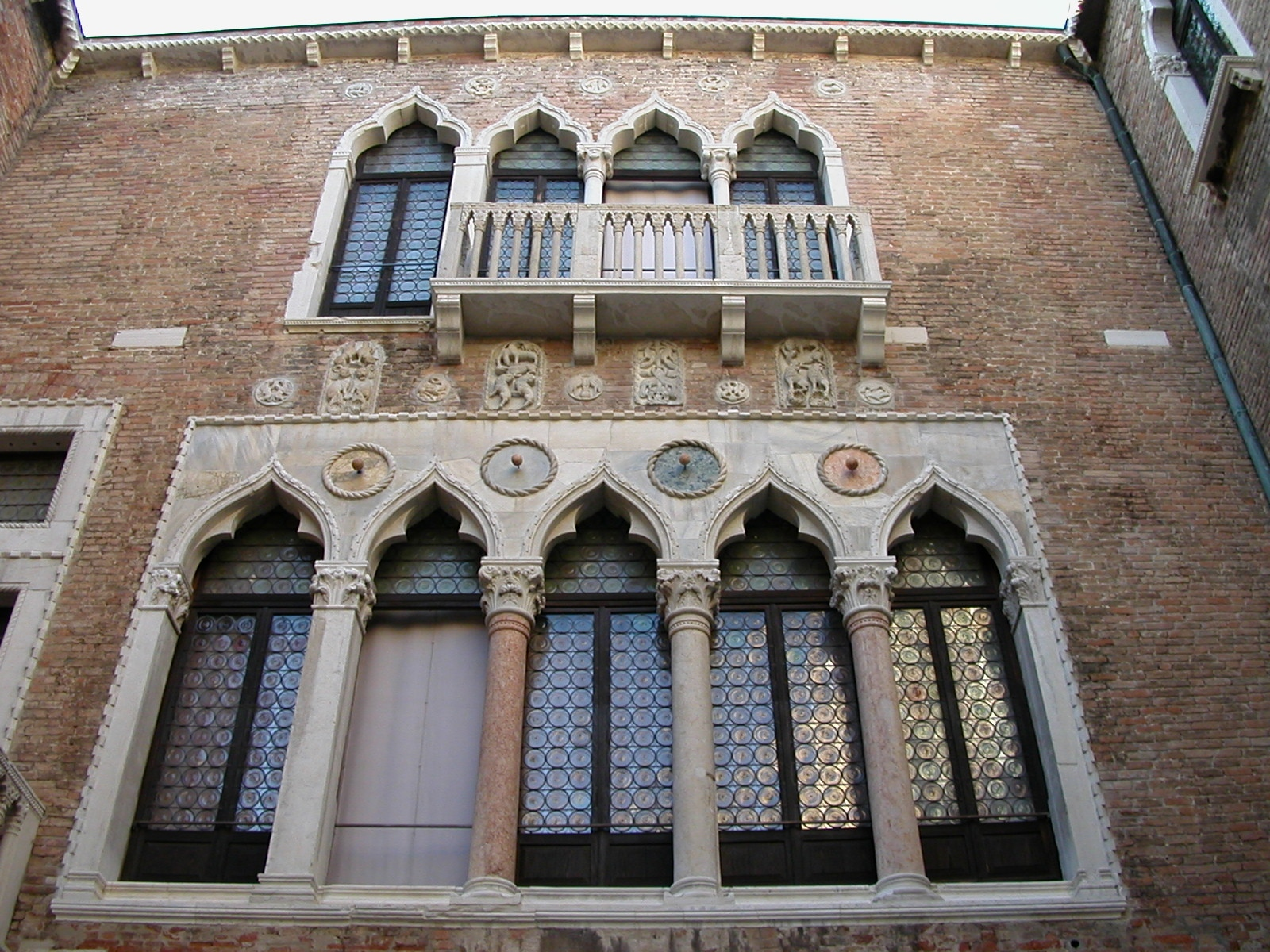
Ка' д'Оро, Італія
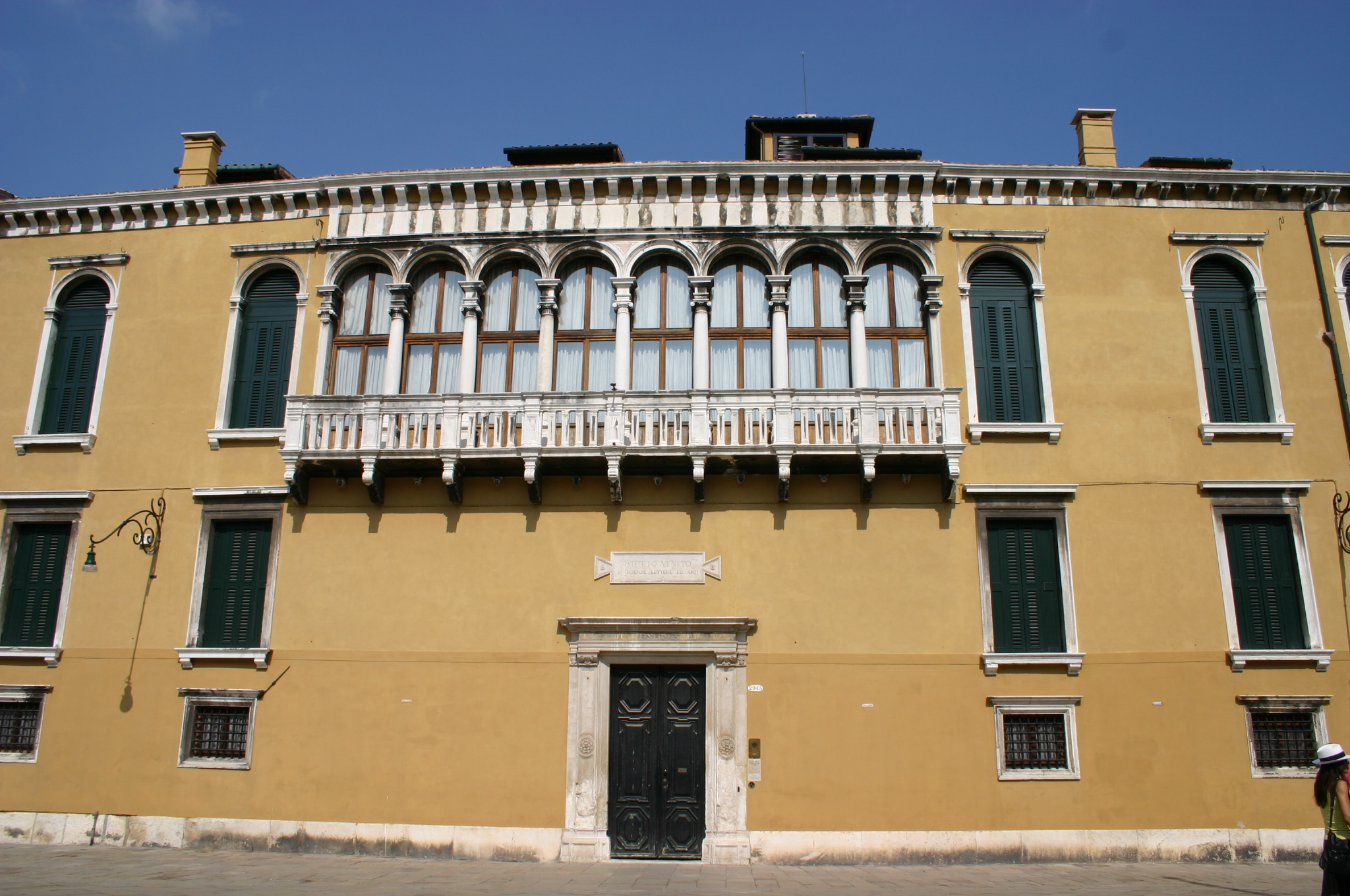
Палац Лоредан, Венеція
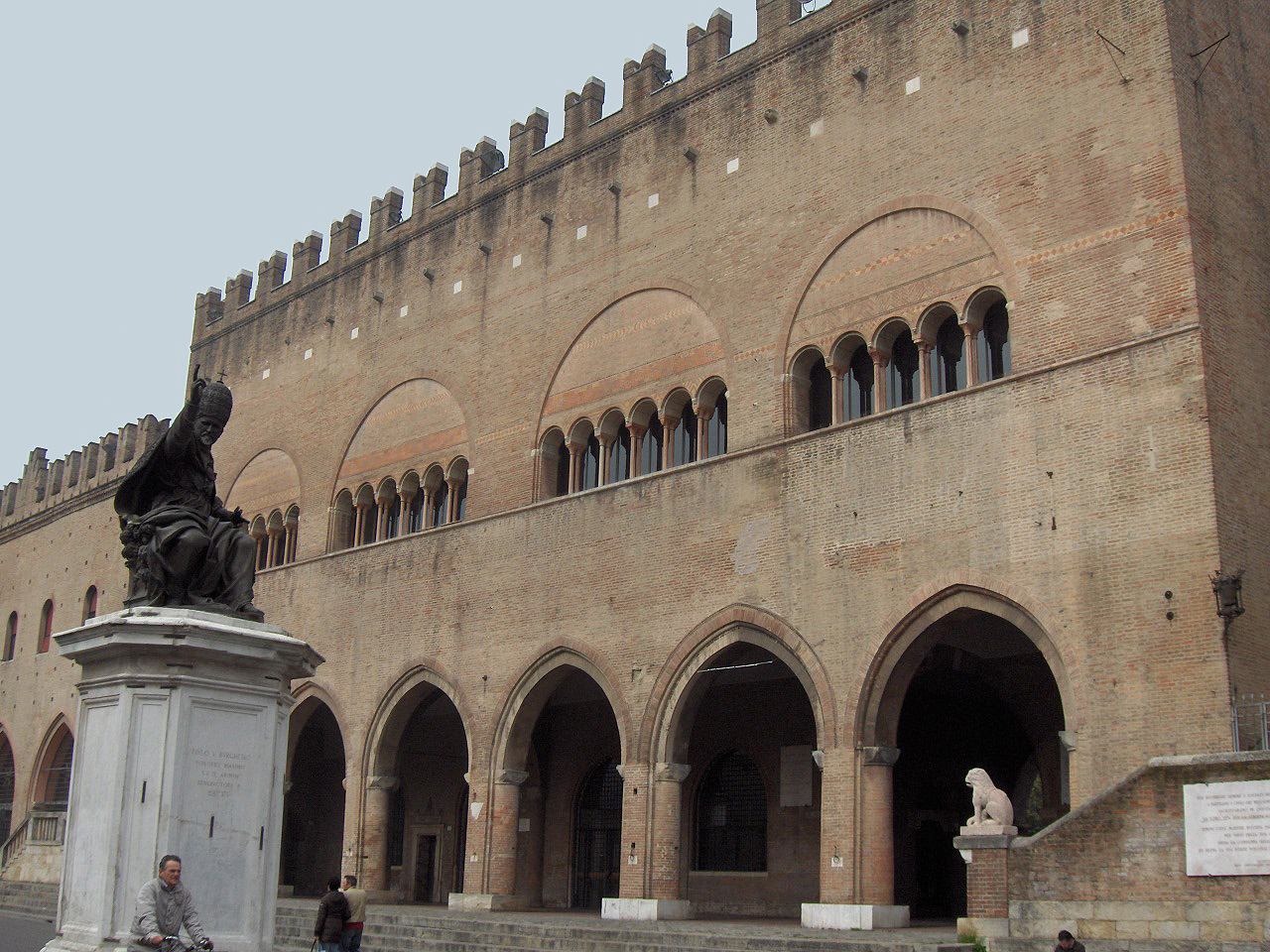
Палац дель Аренґо, Ріміні, Італія
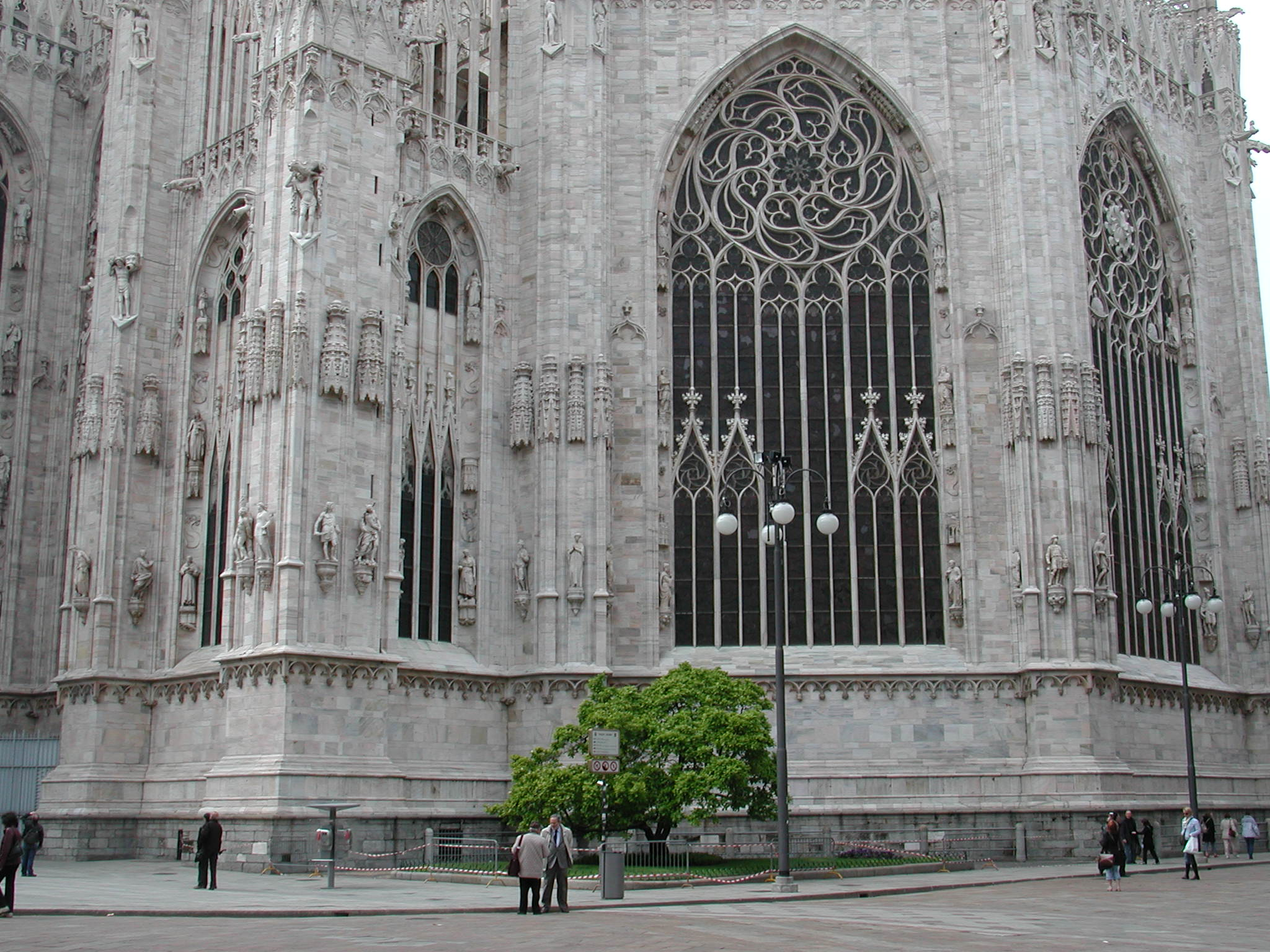
Мілан, Дуомо
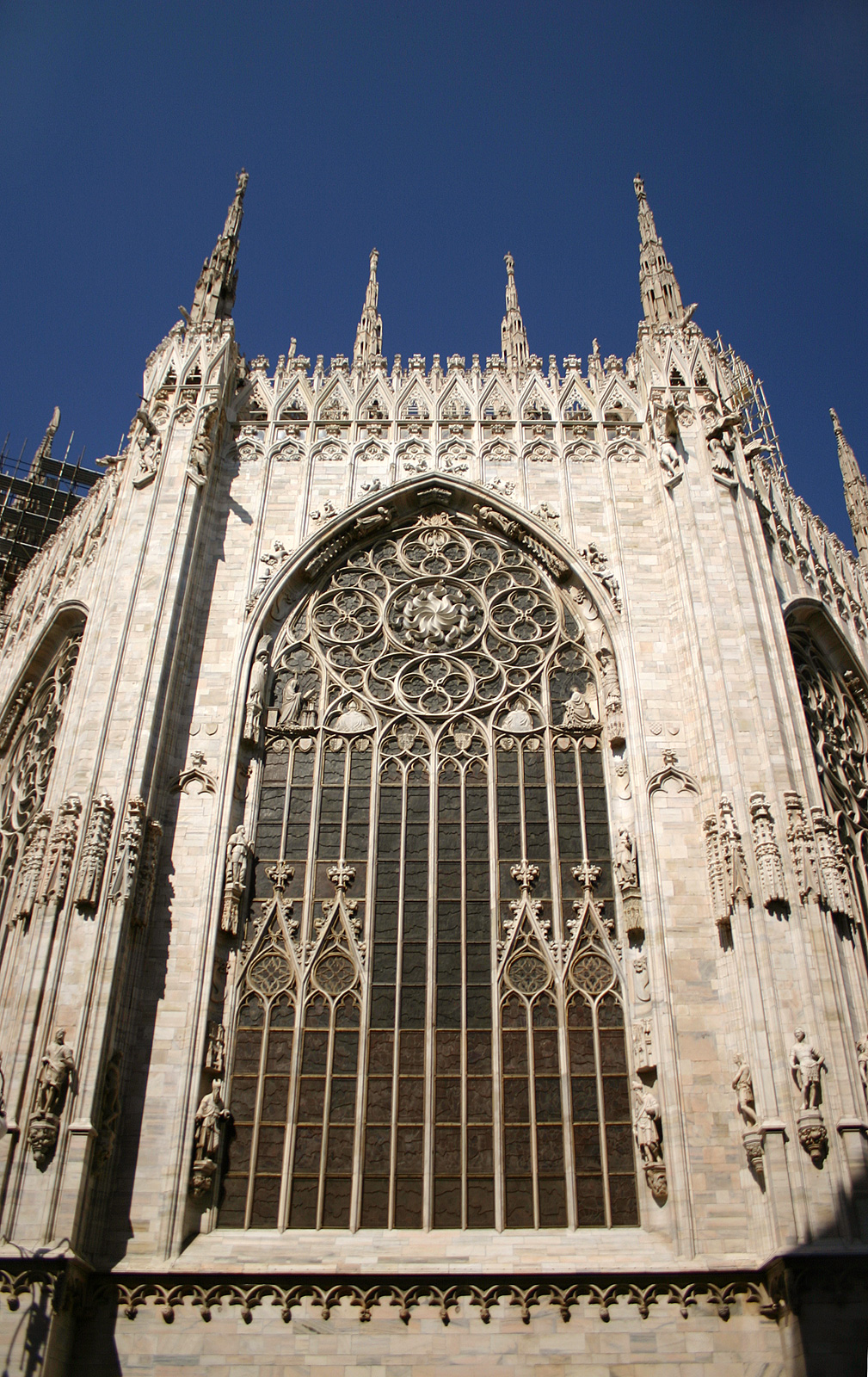
Дуомо, Мілан